# Creußen
Creußen – miasto w Niemczech, w kraju związkowym Bawaria, w rejencji Górna Frankonia, w regionie Oberfranken-Ost, w powiecie Bayreuth, siedziba wspólnoty administracyjnej Creußen. Leży nad rzeką Pegnitz, przy drodze B2, B85 i linii kolejowej Monachium – Drezno. 1 stycznia 2020 do miasta przyłączono cały teren pochodzący ze zlikwidowanego obszaru wolnego administracyjnie Lindenhardter Forst-Südost oraz 168 ha ze zlikwidowanego obszaru Lindenhardter Forst-Nordwest.
Miasto położone jest 10 km na południe od Bayreuth, 46 km na północny zachód od Ambergu i 56 km na północny wschód od Norymbergi.

## Dzielnice
W skład miasta wchodzą następujące dzielnice: 
| - Altenkuensberg - Althaidhof - Boden - Bühl - Dorschenhof - Eimersmühle - Gottsfeld - Grossweiglareuth - Haaghaus - Hagenohe - Hagenreuth - Haidhof - Hammermühle - Hörhof - Hörlasreuth - Kleinweiglareuth - Kotzmannsreuth - Lankenreuth - Letten | - Lindenhardt - Neuenreuth - Neuhaidhof - Neuhaus - Neuhof - Oberhoehlmühle - Oberneueben - Oberschwarzach - Ottmannsreuth - Sägmühle - Schwuerz - Seidwitz - Sorg - Stockmühle - Tiefenthal - Unterhoehlmühle - Unterneueben - Unterschwarzach - Wasserkraut |

## Polityka
Burmistrzem jest Harald Mild z CSU. Rada miasta składa się z 17 członków:
|      | CSU | SPD | Creußener Liste | ÜWG-FW | LUL | Razem     |
| 2002 | 9   | 4   | 2               | 1      | 1   | 17 miejsc |

### Współpraca
Miejscowość partnerska:
- Greußen, Turyngia

## Zabytki i atrakcje
- Kościół pw. św. Jakuba (St. Jakobus)
- Rynek
- mury miejskie z 1358-1361
- Brama Tylna (Hinteres Tor), znajduje się w niej Muzeum Dzbanów (Krügemuseum)
- wieża św. Marka, z 1477
- ratusz wybudowany w 1360